# MIKA Aschtarak
Futbolayin Akumb MIKA Aschtarak war ein armenischer Fußballverein, der aus Aschtarak stammte.

## Geschichte
Der 1985 gegründete Verein spielte jahrelang unterklassig. Am Ende der Saison 1999 qualifizierte sich der Klub für das Relegationsspiel gegen den FC Kilikia Jerewan, das mit einem 1:0-Erfolg endete. Die erste Saison im Oberhaus beendete der Verein als Vierter. Im selben Jahr konnte auch der erste Titel der Vereinsgeschichte gefeiert werden, als Zvartnots Jerewan durch ein 2:1 im Pokalfinale bezwungen werden konnte. Im folgenden Jahr konnte der Pokal durch einen Erfolg im Elfmeterschießen gegen den FC Ararat Jerewan verteidigt werden. Während man in der Liga im vorderen Mittelfeld mitspielte, gelang 2003 der dritte Pokalsieg, gegen den FC Banants Jerewan gelang ein 1:0-Sieg.
2004 wurde MIKA armenischer Vizemeister, hatte allerdings 16 Punkte Rückstand auf den Meister FC Pjunik Jerewan. In der folgenden Saison fehlten als Tabellenzweiter drei Punkte zur Meisterschaft. Mit dem vierten Pokalsieg 2005, dieses Mal durch ein 2:0 gegen Kilikia Jerewan, und der folgenden Titelverteidigung im Dezember 2006 gegen Pjunik Jerewan (1:0-Sieg) zog man an Ararat Jerewan als Rekordsieger vorbei.
2016 wurde der Verein aufgrund sowohl finanzieller, als auch nicht-finanzieller Probleme aufgelöst.

## Erfolge
- Armenischer Pokal (6): 2000, 2001, 2003, 2005, 2006, 2011
- Armenischer Supercup (2): 2006, 2012

## Europapokalbilanz
| Saison  | Wettbewerb         | Runde                  | Gegner                | Gesamt    | Hin     | Rück    |
| ------- | ------------------ | ---------------------- | --------------------- | --------- | ------- | ------- |
| 2000/01 | UEFA-Pokal         | Qualifikation          | Rapid Bukarest        | 1:3       | 0:3 (A) | 1:0 (H) |
| 2001/02 | UEFA-Pokal         | Qualifikation          | FC Brașov             | 1:7       | 1:5 (A) | 0:2 (H) |
| 2004/05 | UEFA-Pokal         | 1. Qualifikationsrunde | Honvéd Budapest       | 1:2       | 0:1 (H) | 1:1 (A) |
| 2005/06 | UEFA-Pokal         | 1. Qualifikationsrunde | 1. FSV Mainz 05       | 0:4       | 0:4 (A) | 0:0 (H) |
| 2006/07 | UEFA-Pokal         | 1. Qualifikationsrunde | BSC Young Boys        | 1:4       | 1:3 (H) | 0:1 (A) |
| 2007/08 | UEFA-Pokal         | 1. Qualifikationsrunde | MTK Budapest FC       | (a)2:2(a) | 1:2 (A) | 1:0 (H) |
| 2007/08 | UEFA-Pokal         | 2. Qualifikationsrunde | FC Artmedia Petržalka | 2:3       | 2:1 (H) | 0:2 (A) |
| 2008    | UEFA Intertoto Cup | 1. Runde               | FC Tiraspol           | (a)2:2(a) | 2:2 (H) | 0:0 (A) |
| 2009/10 | UEFA Europa League | 1. Qualifikationsrunde | Helsingborgs IF       | 2:4       | 1:3 (A) | 1:1 (H) |
| 2010/11 | UEFA Europa League | 2. Qualifikationsrunde | Rabotnički Skopje     | 0:1       | 0:1 (A) | 0:0 (H) |
| 2011/12 | UEFA Europa League | 2. Qualifikationsrunde | Vålerenga Oslo        | 0:2       | 0:1 (A) | 0:1 (H) |
| 2013/14 | UEFA Europa League | 1. Qualifikationsrunde | FK Rudar Pljevlja     | 1:2       | 0:1 (A) | 1:1 (H) |
| 2014/15 | UEFA Europa League | 1. Qualifikationsrunde | RNK Split             | 1:3       | 0:2 (A) | 1:1 (H) |

Gesamtbilanz: 26 Spiele, 3 Siege, 8 Unentschieden, 15 Niederlagen, 14:39 Tore (Tordifferenz −25)

## Spiele gegen deutsche Mannschaften
2005 spielte das Team in der 1. Runde der UEFA-Pokal-Qualifikation gegen den 1. FSV Mainz 05. Im Hinspiel (14.07.) musste man sich mit 0:4 geschlagen geben, doch im Rückspiel (28.07) gelang immerhin ein 0:0-Unentschieden.

## Trainer
- Eduard Artjomowitsch Markarow (2000–2002, 2011)